# Жаксылык (Абайская область)
Жаксылык (каз. Жақсылық, до 2018 г. — Романовка) — упразднённое в 2019 году село в Бородулихинском районе Абайской области Казахстана. Входило в состав Подборного сельского округа. Находится примерно в 24 км к западу от районного центра, села Бородулиха. Код КАТО — 633879300.

## Население
В 1999 году население села составляло 108 человек (52 мужчины и 56 женщин). По данным переписи 2009 года, в селе проживали 44 человека (26 мужчин и 18 женщин).